# Кеирин
Кеирин је једна од дисциплина велодромског бициклизма која је настала 1948. године у Јапану. Од Олимпијских игара 2000. у Сиднеју налази се на програму бициклистичких такмичења на Летњим олимпијским игграма у мушкој конкуренцији. На светским првенствима кеирин је уведен још 1980. године на Светском првенству у Безансону, (Француска), а од 2002. и у женској конкуренцији.

## Опис такмичења
Кеирин трке су дуге око 2 километра што је зависно од кружне стазе и може исносити 8 кругова на стази од 250 м, 6 на стази од 333,3 м и пет кругова на 400 метара. У трци учествује од 6 до 9 возача који стартују у исто време. Испред њих вози мотоцикл („зец“), којег не могу да престигну. Мотоциклиста вози брзином од 25 km/h, коју постепено поечава на 50 км. После 2,5 круга на око (600-700 м), мотоциклиста напушта стазу. Бициклисти настављају у спринту до циља. Победник је онај који први прође кроз циљ. Бициклисти у тренутку проласка кроз циљ постижу брзину и до 70 км на сат.